# 短序隔距兰
短序隔距兰（学名：Cleisostoma striatum）为兰科隔距兰属下的一个种。

## 扩展阅读
維基物種上的相關：短序隔距兰